# درگیری‌های جانشینی شاه تهماسب یکم
درگیری‌ها بر سر تصاحب جانشینی شاه تهماسب یکم، مجموعه کشمکش‌هایی بود که از ۱۵ صفر ۹۸۴ قمری (۱۴ مه ۱۵۷۶ میلادی) تا ۱۷ ربیع الاول ۹۸۴ قمری (۱۴ ژوئن ۱۵۷۶ میلادی) (به مدت یک ماه) و با هدف تصاحب جانشینی شاه و بین حیدر میرزا (فرزند سوم شاه) و اسماعیل میرزا (فرزند دوم شاه) و طرفدارانشان روی می‌دهد. در پایان نزاع‌های دربار قزوین (پایتخت)، حیدر میرزا کشته شد و اسماعیل میرزا در تاریخ چهارشنبه ۲۷ جمادی الاول ۹۸۴ (۲۲ اوت ۱۵۷۶) خود را شاه اسماعیل دوم خوانده، سومین پادشاه صفویان شد.

## پیش زمینه
هنگامی که شاه طهماسب زنده بود اختلاف نظرهای موجود بین قزلباش پنهان بود اما هنگامی که وی بیمار گشت موضوع جانشینی مورد بحث درباریان شد. محمد میرزا به علت ناراحتی چشمی دیگر مطرح نبود. تنها حیدر میرزا بود که قادر بود به رقابت با اسماعیل میرزا برخیزد زیرا وی بیش از دیگران مورد علاقه شاه طهماسب بود و درست به همین دلیل هم خطرناک‌ترین رقیب اسماعیل میرزا محسوب می‌شد.

## اختلاف اسماعیل میرزا با قوم استاجلو
پس از رویداد قلعه قهقهه سران طایفه استاجلو که در آن زمان از بزرگترین طوایف قزلباش بودند و در دربار شاه طهماسب قدرت و نفوذ زیادی داشتند، مصمم شدند که به وسایل گوناگون از ولیعهد شدن اسماعیل میرزا جلوگیری کنند. امیران استاجلو در زمان شاه طهماسب یکم بیشترین مقامات بزرگ درباری، کشوری و لشکری را در اختیار داشتند. در سال‌های پایانی پادشاهی شاه طهماسب یکم بزرگ‌ترین سرداران استاجلو حسین‌بیگ یوزباشی (استاجلو)، للهٔ سلطان مصطفی‌میرزا از پسران شاه بود و شاه امور مملکتی را به دستیاری و مشاوره او اداره می‌کرد. در سال ۹۸۲ ق، بیماری شاه طهماسب شدت یافت و اطرافیان و درباریان که گمان می‌کردند شاه به زودی خواهد مرد، بر سر موضوع جانشینی میان آن‌ها نفاق و شقاق ایجاد شد. انتصاب محمد خدابنده که به دلیل ضعف بینایی منتفی بود و دو نفری که برای جانشینی در نظر گرفته شده بودند اسماعیل میرزا از مادری ترکمن و حیدرمیرزا از مادری گرجی بودند. امرای استاجلو که جزئی از ارکان دولت صفوی بودند، مانند مرادخان، حسین‌بیگ یوزباشی، پیری بیک، الله‌قلی سلطان ایجک اوغلی و اشراف و اعیان طایفهٔ شیخاوند و گرجیان و صدرالدین خان صفوی - که بعد از پدرش للهٔ حیدر میرزا شده بود - به حمایت از حیدرمیرزا پرداخته و سعی در بر تخت نشاندن وی داشتند، این‌ها به حیدرمیرزائیان مشهور شدند. از سوی دیگر جناح اسماعیل میرزائیان متشکل از حسین‌قلی خلفای روملو، امیر اصلان‌بیگ افشار با تمامی طایفهٔ افشار و مهدعلیاء همسر اصلی و بانفوذ و معتبر شاه طهماسب و پریخان خانم دختر بشدت بانفوذ و پرقدرت شاه سعی در جانشینی اسماعیل میرزا را داشتند. مهدعلیاء و پریخان خانم که از زن‌های قدرتمند و معتبر و بانفوذ دربار بودند پیوسته حیدرمیرزائیان را به غدر و مکر نزد شاه منسوب می‌ساختند و خود را شاهسون و حیدرمیرزائیان را ایکی بیرلو نام نهادند. پریخان خانم و مهدعیاء موفق شدند حیدرمیرزا را نسبت به شاه خائن و غدار معرفی کنند.

## تعهد ایل استاجلو به حیدرمیرزا
با کوشش اطباء شاه طهماسب سلامت خود را بازیافت. شاه با اطلاع از جناح‌بندی‌ها اطرافیان را از ایجاد این گونه بلواها آگاهی داشت، اما اقدام وی که جمعی را جهت صیانت اسماعیل میرزا - که در قلعه قهقهه زندانی بود - فرستاد، باعث تقویت جناح اسماعیل میرزائیان شد. اقدام دیگر شاه طهماسب که خلاف میل اسمائیل میرزائیان دستور داد زال بیک گرجی همانند قبل ملازم وی باشد باعث تقویت حیدرمیرزائیان گردید. شاه طهماسب بعد از آرام کردن این ناآرامی‌ها سعی در متفرق ساختن اطرافیان حیدرمیرزا نمود. تا دو سال دیگر که شاه طهماسب در سلامت بود از جناح‌بندی‌ها خبری نبود، اما همانند آتش زیر خاکستر پنهان بود. والتر هینس در کتاب شاه اسماعیل دوم صفوی نقل کرده‌است که حسین‌بیگ یوزباشی و جمعی دیگر از امیران استاجلو که همگی در دربار قزوین مقامات مهمی داشتند، متعهد شدند حیدر میرزا را که پس از محمدمیرزا (بعدا «شاه محمد خدابنده) و اسماعیل میرزا (بعدا» شاه اسماعیل دوم) بزرگترین پسران شاه بود، جانشین شاه طهماسب یکم سازند. همچننین صدرالدین‌خان صفوی لله حیدرمیرزا و سر سلسله طایفه شیخاوند، سرداران گرجی و مصطفی میرزا نیز از حیدر میرزا حمایت می‌کردند.

## حامیان اسماعیل‌میرزا
اقوام روملو، افشار، ترکمان، تکلو، چرکس و بیات از حامیان و طرفداران اسماعیل‌میرزا بودند. در راس آن‌ها حسین‌قلی خلفای روملو بود که مقام خلیفه الخلفایی داشت. هنگام مرگ شاه طهماسب حدود ۱۰٫۰۰۰ نفر از صوفیان در قزوین (پایتخت) به سر می‌بردند که همگی از فرمانبرداران حسین‌قلی خلفای روملو بودند. هم چنین پریخان خانم دختر بزرگ شاه تهماسب از او حمایت می‌کرد.
در سال ۹۸۴ ق مزاج شاه طهماسب رو به وخامت نهاد. در شب چهاردهم ماه صفر تمامی فرزندان و شاهزادگان بر بالین وی بودند. او به آن‌ها درستور داد به خانه‌های خود بروند و تنها از حیدرمیرزا خواست تا بر بالین وی بماند. مؤلفان تاریخ عالم آرای عباسی و خلدبرین علت توقف حیدرمیرزا را تحریکات مادر گرجی وی ذکر کرده‌اند که می‌خواست بعد از مرگ شاه طهماسب فرزندش حاضر باشد تا بتواند بر تخت پادشاهی جلوس نماید.

## مرگ شاه طهماسب و درگیری‌ها
پس از مرگ شاه طهماسب (۱۴ مه ۱۵۷۶)، حیدر میرزا تاج بر سر گذاشت و شمشیر پدر را بر کمر بست و ادعای پادشاهی کرد. وی وصیت‌نامه ممهور به مهر شاه طهماسب را دلیل نیابت خود اعلام نمود و در ایوان چهل ستون جلوس نمود، اما اشتباهاتی مرتکب شد که باعث شد تا حکومت و پادشاهی وی به شب نرسید. اولین خطای وی رها ساختن پریخان خانم خواهر ناتنی خودش برای خروج از تالار قصر بود. حیدرمیرزا در عین حال اسیر نگهبانان قصر گردید زیرا نگهبانان (کشیکچیان) از طوایف روملو، بیات و افشار بودند. حیدرمیرزا هر چه به ایشان دستور داد که درب‌های حرم را به سوی طرفدارانش بگشایند، کشیکچیان به بهانه‌های مختلف اطاعت نکردند. هواخواهان حیدرمیرزا مانند حسین‌بیگ یوزباشی و سران طایفه استاجلو و سراداران گرجی، چون حیدرمیرزا را دربند دیدند به کمک وی روانه شدند. گروهی از طرفداران اسماعیل میرزا مثل حسین‌قلی خلفای روملو و شمخال‌خان چرکس (دایی پریخان خانم) به قصد کشتن حیدرمیرزا به سمت حرمخانه شاهی هجوم آوردند و حیدرمیرزا را کشتند و سرش را به پیش پای هوادارانش پرتاب کردند. خبر قتل حیدرمیرزا باعث پراکندگی طرفدارانش گردید. اسماعیل میرزا نیز برای کسب مقام شاهی و تاجگذاری از قلعه قهقهه خارج شد و به سوی پایتخت (قزوین) حرکت کرد. در عالم آرای عباسی آمده، پریخان خانم که در آن شب در چنگال حیدرمیرزا بود و قبلاً دشمن سرسخت وی به‌شمار می‌رفت با تملق و چرب‌زبانی حیدرمیرزا را قانع نمود تا وی را رها سازد تا از کاخ بیرون آمده و سلطان سلیمان و شمخال‌خان را که آن‌ها نیز از مخالفان حیدرمیرزا بودند در سلک مرافقان او درآورد، اما بعد از خروج کلید درب‌های تالار قصر را به مخالفان سپرد و آن‌ها نیز توانستند به راحتی به وارد قصر شده حیدرمیرزا را به قتل برسانند.

## تاجگذاری
اسماعیل میرزا در تاریخ چهارشنبه ۲۷ جمادی الاول ۹۸۴ (۲۲ اوت ۱۵۷۶) بر تخت نشست و پس از تاجگذاری انتقام شاهانه‌ای از تمام مخالفان خود گرفت. او هرگز به برادران و عموزادگان اشفاق و مهربانی نکرد و به قول اسکندر بیک ترکمان «آنها را خار گلزار دولت خود می‌دانست».